# Ann Nooney
Ann Nooney (1900 – depois de 1964) foi uma gravurista americana. Ela participou no programa Federal Works (WPA) dos anos 1930, na cidade de Nova York e arredores. O seu trabalho encontra-se incluído nas colecções do Museu Smithsoniano de Arte Americana, do Metropolitan Museum of Art e do Art Institute of Chicago.